# 鳥取県立米子南高等学校
鳥取県立米子南高等学校（とっとりけんりつ よなごみなみこうとうがっこう, Tottori Prefectural Yonago Minami High School）は、鳥取県米子市長砂町にある県立高等学校。

## 学科
- 全日制課程
  - ITビジネス科
    - 情報処理分野
    - 会計分野
    - マーケティング分野

  - 生活創造科
    - 調理コース（卒業時に調理師免許取得）
    - ライフデザインコース

## 歴史
実業学校時代
- 1927年（昭和2年）3月 - 「鳥取県立蚕業学校」が創立される。
- 1928年（昭和3年）4月1日 - 商業科を併設し、「鳥取県立米子商蚕学校」に改称。元・西伯郡役所跡に仮校舎を設置。
- 1929年（昭和4年）10月23日 - 校舎が完成し、移転を完了。開校式を挙行し、この日を開校記念日と制定。
- 1931年（昭和6年）3月31日 - 校歌を制定。
- 1941年（昭和16年）4月1日 - 蚕業科を「農蚕科」に改称。
- 1944年（昭和19年）3月12日 - 教育ニ関スル戦時非常措置方策により、校名を「鳥取県立米子農工学校」に改称。商業科が工業科に転換される。
- 1946年（昭和21年）4月1日 - 前年の終戦により、「鳥取県立米子農商学校」に改称。商業科の募集を再開。
- 1947年（昭和22年）4月1日 - 学制改革（六・三制の実施、新制中学校の発足）
  - 農商学校の生徒募集を停止。
  - 新制中学校を併設し（鳥取県立米子農商学校併設中学校、以下・併設中学校）、農商（農工）学校の1・2年修了者を新制中学校2・3年生として収容。
  - 併設中学校はあくまで経過措置として暫定的に設置されたため、新たに生徒募集は行われず、在校生が2・3年生のみの中学校であった。
  - 農商（農工）学校3・4年生はそのまま農商学校に在籍し、その4・5年生となった（4年修了時点で卒業することもできた）。

新制実業高等学校
- 1948年（昭和23年）4月1日 - 学制改革（六・三・三制の実施、新制高等学校の発足）
  - 農商学校が廃止され、新制高等学校「鳥取県立米子実業高等学校」が発足。
    - 農商学校卒業生（5年修了者）を新制高校3年生、農商学校4年修了者を新制高校2年生、併設中学校卒業生（3年修了者）を新制高校1年生として収容。
    - 併設中学校は新制高校に継承され（名称:鳥取県立米子実業高等学校併設中学校）、在校生が1946年（昭和21年）に農商学校へ最後に入学した3年生のみとなる。
- 1949年（昭和24年）
  - 3月31日 - 併設中学校が廃止される（旧制4・5年から新制3年への修業年限の移行が完了）。
  - 4月1日 - 高校三原則に基づく鳥取県内公立高等学校の再編が行われる。
    - 鳥取県立高校3校（米子第一高等学校・米子実業高等学校・法勝寺実業高等学校）が統合され、総合制高等学校「鳥取県立米子東高等学校」が発足。
    - 旧・米子第一の校舎を「勝田校舎」、旧・米子実業の校舎を「長砂校舎」、旧・法勝寺実業の校舎を「法勝寺校舎」として使用（3校舎体制）。
- 1950年（昭和25年）4月1日 - 女子実業別科（修業年限1年）を新設。
- 1953年（昭和28年）
  - 4月1日 - 鳥取県立米子東高等学校より長砂校舎・法勝寺校舎・余子校舎が分離し、「鳥取県立米子南高等学校」として独立。校章を制定。
  - 11月1日 -　法勝寺校舎が分離し、鳥取県立法勝寺農業高等学校[1]として独立。
- 1956年（昭和31年）1月1日 - 女子実業別科の募集を停止。
- 1959年（昭和34年）4月1日 - 余子校舎を「境港分校」に改称。
- 1961年（昭和36年）4月1日 - 農業科農蚕課程（2学級）を「農業科（1学級）」と「農芸化学科（1学級）」に改編。
- 1963年（昭和38年）4月1日 - 境港分校の農業科の募集を停止し、全日制課程商業科（1学級）を新設。
- 1967年（昭和42年）6月14日 - 火災により校舎を焼失。
- 1968年（昭和43年）3月25日 - 鉄筋コンクリート造3階建ての南棟校舎（第1期工事）が完成。
- 1969年（昭和44年）3月25日 - 鉄筋コンクリート造3階建ての北棟校舎（第2期工事）と渡り廊下が完成。
- 1970年（昭和45年）
  - 2月13日 - 南体育館が完成。
  - 4月1日 - 農業科が分離し、鳥取県立養良農業高等学校に移管の上、鳥取県立西部農業高等学校となったことにより、「鳥取県立米子南商業高等学校」に改称。
- 1971年（昭和46年）4月30日 - 同窓会館「水陵会館」・北体育館が完成。
- 1973年（昭和48年）
  - 4月1日 - 商業科1学級を減じ、事務科1学級を新設。
  - 11月26日 - プールが完成。
- 1975年（昭和50年）4月1日 - 事務科を「情報処理科」に改称。
- 1977年（昭和52年）10月1日 - 食堂が完成。
- 1979年（昭和54年）3月31日 - 境港分校を廃止。
- 1984年（昭和59年）
  - 9月5日 - グラウンドの全面整備が完了。
  - 10月15日 - 特別教室3教室が完成。
- 1988年（昭和63年）
  - 1月31日 - 北体育館が完成。
  - 3月20日 - 特別教室棟が完成。
- 1989年（平成元年）3月31日 - 創立60周年を記念して前庭を整備。
- 1992年（平成4年）4月1日 - 学科改編により、流通経済科・会計情報科・情報システム科の3科を設置。推薦入試を導入。
- 1999年（平成11年）
  - 2月25日 - 創作交流ホール（Big Bee Hall）が完成。
  - 11月27日 - 水陵会館（同窓会館）が完成。
- 2000年（平成12年）10月19日 - プールが完成。
- 2001年（平成13年）4月1日 - 鳥取県立淀江産業技術高等学校[2]と統合され、「鳥取県立米子南高等学校」と改称（再）。
  - 商業に関する3学科を流通会計科、情報処理科、社会科学科に改編。
  - 鳥取県立米子西高等学校より家庭に関する学科が移管され、生活文化科（環境文化コース・調理コース）を新設。
  - 本校舎（旧米子南商業）、淀江校舎（旧淀江産業技術）を設置。
- 2003年（平成15年）
  - 3月31日 - 鳥取県立淀江産業技術高等学校の廃止に伴い、その校舎も廃止される。
  - 7月18日 - 鳥取県版環境管理システムII種2001（TEAS）に認定される。
- 2004年（平成16年）7月31日 - 新体育館が完成。
- 2006年（平成18年）4月1日 - 流通会計科を「会計ビジネス科」に、情報処理科を「情報ビジネス科」と「情報システム科」に改編。
- 2009年（平成21年）4月1日 - 商業に関する4学科（会計ビジネス科・情報ビジネス科・情報システム科・社会科学科）を「ビジネス情報科」1学科に統合。
- 2013年（平成25年）12月23日- 女子バスケットボール部が東京体育館で開催された第44回全国高等学校バスケットボール選抜優勝大会(ウインターカップ2013)に鳥取県代表として初出場。
- 2014年（平成26年）8月2日- 女子バスケットボール部が千葉県八千代市で開催の全国高等学校総合体育大会バスケットボール競技に鳥取県代表として37年ぶりの出場。
- 2014年（平成26年）12月24日- 女子バスケットボール部が東京体育館で開催された第45回全国高等学校バスケットボール選抜優勝大会(ウインターカップ2014)に鳥取県代表として2年連続2回目の出場。
- 2020年  (令和2年)　12月23日- 女子バスケットボール部が東京体育館他で開催されるウインターカップ2020 令和2年度 第73回全国高等学校バスケットボール選手権大会に出場。

## 部活動
運動部
- かつては硬式野球部が存在し甲子園にも出場しており、星野仙一の甲子園出場を打ち破ったことで知られている。
- 女子バスケットボール部は2013年の全国選抜大会(ウインターカップ2013）に初出場した。
- 女子バスケットボール部は2014年の全国高校総合体育大会バスケットボール競技に（37年ぶり3回目）に出場した。
- 女子バスケットボール部は2014年の全国選抜大会(ウインターカップ2014）に2年連続出場した。
- 女子バスケットボール部は2020年のウインターカップ2020 令和2年度 第73回全国高等学校バスケットボール選手権大会に出場した。

## 著名な出身者
- 安田貞栄（政治家・元境港市長）
- 武部文（政治家・衆議院議員）
- 岩宮武二（写真家、野球選手。元南海）
- 岡本喜八（映画監督）
- 赤井勝利（野球選手。元広島）
- 歳岡孝士（俳優、脚本家）
- 松本若菜（女優）
- 猪崎かずみ（女子プロボクサー）
- 川中香緖里（アーチェリー選手。2012年ロンドン五輪アーチェリー女子団体銅メダリスト）
- 三上紗也可（飛込選手）
- 木下鈴花（アマチュアボクシング選手）

## その他
- 国家資格の基本情報技術者試験（FE）の午前科目免除制度の認定校となっている[3][4]。これは鳥取県内に存在する学校としては唯一のものである。